# E3 Prijs Harelbeke 1991
L'E3 Prijs Harelbeke 1991, trentaquattresima edizione della corsa, si svolse il 30 marzo su un percorso di 203 km, con partenza ed arrivo a Harelbeke. Fu vinta dal tedesco Olaf Ludwig della squadra Panasonic-Sportlife davanti all'australiano Phil Anderson e all'altro tedesco Uwe Raab.

## Ordine d'arrivo (Top 10)
| Pos. | Corridore         | Squadra                      | Tempo    |
| ---- | ----------------- | ---------------------------- | -------- |
| 1    | Olaf Ludwig       | Panasonic-Sportlife          | 5h12'00" |
| 2    | Phil Anderson     | Motorola                     | s.t.     |
| 3    | Uwe Raab          | PDM-Concorde-Ultima          | a 1"     |
| 4    | Hendrik Redant    | Lotto-Superclub              | s.t.     |
| 5    | Marcel Wüst       | R.M.O.                       | s.t.     |
| 6    | Remig Stumpf      | Histor-Sigma                 | s.t.     |
| 7    | Eddy Planckaert   | Panasonic-Sportlife          | s.t.     |
| 8    | Mario Cipollini   | MG Boys Maglificio-Technogym | s.t.     |
| 9    | Eddy Schurer      | TVM-Sanyo                    | s.t.     |
| 10   | Wilfried Nelissen | Weinmann-Eddy Merckx         | s.t.     |